# Johannes Nablas

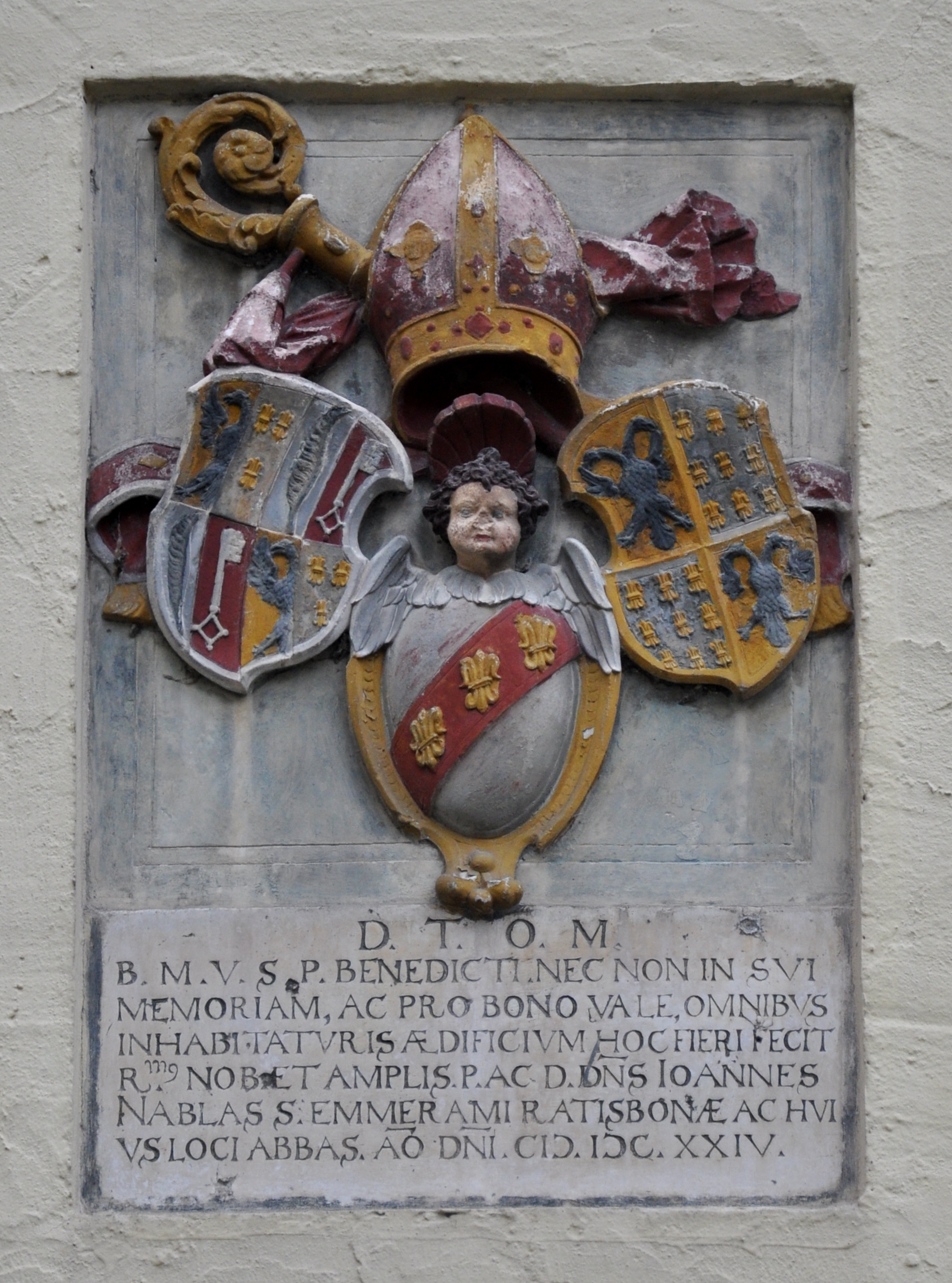
Wappen von Abt Johannes Nablas am Eingang zu dem von ihm errichteten Neuen Konventbau in Metten

Johannes Nablas OSB (* 1560 in Niederlauterbach; † 29. November 1639 in Regensburg) war ein deutscher Benediktiner und Abt der Klöster Metten und Sankt Emmeram (Regensburg).

## Biographie
Johannes Nablas legte 1582 die Profess in der Reichsabtei Sankt Emmeram in Regensburg ab, wo er auch seine theologische Ausbildung erhielt. Nach der Priesterweihe 1586 war er als Ökonom mit der Wirtschaftsführung und Finanzverwaltung des Klosters betraut. Sein erfolgreiches Wirken auf diesem Gebiet war wohl der Grund, warum ihn 1595 die Mönche des niederbayerischen Klosters Metten zu ihrem Abt wählten.
Als tatkräftiger Reformer erfüllte Johann Nablas die in ihn gesetzten Erwartungen und bewirkte eine rasche Besserung der desolaten wirtschaftlichen und personalen Lage des Klosters Metten. Die neue Blüte des Klosters dokumentiert die großzügige Erweiterung des räumlich beengten mittelalterlichen Klosterbaus durch den bis heute erhaltenen und genutzten Neuen Konventbau. Der Neubau, der einen Hof um den Chor der Klosterkirche bildet, enthielt im Obergeschoss die Zellen für die Mönche, im Erdgeschoss ein neues Refektorium und Räume für die Klosterbibliothek Metten. Neben der wirtschaftlichen Konsolidierung war Johannes Nablas auch um die geistliche Erneuerung seines Klosters bemüht. Sein Bemühen um eine Verbesserung der theologischen Ausbildung der Mönche dokumentiert sein Engagement für die Errichtung der Universität Salzburg durch die Benediktiner (eröffnet 1622).
Im Jahr 1623 wurde Johannes Nablas zum Abt seines Professklosters Sankt Emmeram in Regensburg gewählt. Dennoch gab er erst 1628 das Amt des Abtes von Metten auf. Über seine Tätigkeit als Abt in Sankt Emmeram ist, abgesehen von der auch hier entfalteten Bautätigkeit, weit weniger bekannt als von der Zeit seines Wirkens in Metten.